# Антуан Меє
Антуа́н Меє́ (Мейє) (фр. Antoine Meillet; *11 листопада 1866, Мулен, департамент Альє, Овернь — †21 вересня 1936, Шатомеян, департамент Шер, Центр (Беррі)) — французький мовознавець, соціолог, член Академії написів і красного письменства з 1924, іноземний член ВУАН з 1924, професор Вищої практичної школи з 1891, почесний доктор Колеж де Франс з 1906.

## Біографія
Антуан Меє народився 11 листопада 1866 року в містечку Мулен департаменту Альє у сім'ї нотаріуса. Освіту здобув у Парижі у Сорбонні. Також слухав курси Бреаля в Колеж де Франс і Фердинанда де Сосюра у Вищій практичній школі. У 1890 р. здійснив поїздку на Кавказ для вивчення вірменської мови. У 1897 році захистив докторську дисертацію на тему «Особливості вживання генітива і акузатива в старослов'янській мові». З 1902 року викладав вірменську мову в Школі східних мов. У 1905-1932 роках — індоєвропеїстику та інші курси в Колеж де Франс.
Серед учнів Антуана Меє практично всі відомі лінгвісти наступного покоління: Люсьєн Теньєр, Еміль Бенвеніст, Жозеф Вандрієс, Андре Мартіне, Єжи Курилович, Жорж Дюмезіль та ін.

## Наукова діяльність
Сприйнявши багато ідей Фердинанда де Сосюра, Меє, однак, не став займатися, як більшість європейських структуралістів, синхронним вивченням мови, а продовжував розвивати порівняльно-історичні дослідження з урахуванням сосюрівського положення про системність мови та її «соціальний» характер. Порівняльно-історичний метод зовнішньої реконструкції саме в роботах Меє знайшов завершення і прийняв класичну форму. В області приватних індоєвропейських досліджень особливо великий внесок Меє привніс до славістики і вірменістики.
Антуан Меє автор 24 книжок і понад 500 статей з індоєвропейського мовознавства, славістики, германістики, іраністики тощо. Найвідомішими серед яких є «Вступ до порівняльного вивчення індоєвропейських мов» (1903), «Порівняльний метод в історичному мовознавстві» (1921), «Спільнослов'янська мова» (1934). У своїх працях він акцентує на соціальному характері мови: «Мова існує лише остільки, оскільки є суспільство, і людське суспільство не може існувати без мови». У «Вступі до порівняльно-історичного мовознавства» Меє аналізує соціальні чинники, які впливають на функціонування, розвиток і долю мови. У своїх працях Меє розглядав також і питання розвитку української мови, і був іноземним членом Академії наук України з 1924 р.
У співавторстві з Альфредом Ерну склав найавторитетніший етимологічний словник латинської мови. Йому належать також важливі дослідження про індоєвропейські корені грецької епічної поезії.
Помер Антуан Меє 21 вересня 1936 року, не доживши до свого сімдесятиріччя.

## Основні праці
- Нарис порівняльної граматики класичної вірменської мови / Esquisse d'une grammaire comparée de l'arménien classique, 1903;
- Вступ до порівняльного вивчення індоєвропейських мов / Introduction à l'étude comparative des langues indo-européennes, 1903;
- Діалекти в індоєвропейських мовах / Les dialectes indo-européens, 1908;
- Огляд історії грецької мови / Aperçu d'une histoire de la langue grecque, 1913;
- Мови в Новій Європі / Les langues dans l'Europe nouvelle, 1918;
- Історичне та загальне мовознавство / Linguistique historique et linguistique générale, 1921;
- Індоєвропейські витоки грецької метрики / Les origines indo-européennes des mètres grecs, 1923;
- Нариси з історії латинської мови / Esquisse d'une histoire de la langue latine, 1928;
- Порівняльний метод в історичному мовознавстві / La méthode comparative en linguistique historique, 1928;
- Етимологічний словник латинської мови / Dictionnaire étymologique de la langue latine, (en coll. avec Alfred Ernout), 1932.
- А. Меє. Общеславянский язык, — Москва: «Прогресс», — 2010